# Cléry (Côte-d'Or)
Cléry é uma comuna francesa na região administrativa da Borgonha-Franco-Condado, no departamento de Côte-d'Or. Estende-se por uma área de 3,34 km². Em 2010 a comuna tinha 151 habitantes (densidade: 45,2 hab./km²).